# Nico Hanssen
Nico Hanssen (Treebeek, 14 januari 1960) is een Nederlands voormalig profvoetballer.
Hij begon met voetballen bij amateurclub VV Passart uit Heerlen. Via de scouting van Fortuna Sittard kwam hij daar in het C-team terecht. Toen Bram Geilman een ongeluk kreeg, kwam hij in het eerste elftal terecht. In 1984 vertrok de stukadoor via een vrije transfer naar N.E.C. in Nijmegen.

## Profstatistieken
| Seizoen | Club            | Land      | Competitie     | Duels | Goals |
| ------- | --------------- | --------- | -------------- | ----- | ----- |
| 1979/80 | Fortuna Sittard | Nederland | Eerste divisie | 14    | 0     |
| 1980/81 | Fortuna Sittard | Nederland | Eerste divisie | 34    | 0     |
| 1981/82 | Fortuna Sittard | Nederland | Eerste divisie | 27    | 0     |
| 1982/83 | Fortuna Sittard | Nederland | Eredivisie     | 34    | 0     |
| 1983/84 | Fortuna Sittard | Nederland | Eredivisie     | 14    | 0     |
| 1984/85 | N.E.C.          | Nederland | Eerste divisie | 29    | 0     |
| 1985/86 | De Graafschap   | Nederland | Eerste divisie | 35    | 0     |
| 1986/87 | MVV             | Nederland | Eerste divisie | 36    | 0     |
| 1987/88 | MVV             | Nederland | Eerste divisie | 35    | 0     |
| 1989/90 | Lommel SK       | België    | Tweede klasse  | ?     | 0     |
| 1990/91 | Lommel SK       | België    | Tweede klasse  | 29    | 0     |
| 1991/92 | Lommel SK       | België    | Tweede klasse  | ?     | 0     |
| 1992/93 | Lommel SK       | België    | Eerste klasse  | 17    | 0     |
| Totaal  | Totaal          | Totaal    | Totaal         | 352   | 0     |